# مرد ثروتمند (فیلم)
مرد ثروتمند 
(به تلوگویی: Srimanthudu) فیلمی محصول سال ۲۰۱۵ و به کارگردانی کوراتلا سیوا است. در این فیلم بازیگرانی همچون ماهش بابو، شروتی حسن، جاگاپاتی ببو، راجندرا پراساد، موکش ریشی و تجاسوی مادیوادا ایفای نقش کرده‌اند.